# 니와 나가유키
니와 나가유키(일본어: 丹羽長之, 1656년 ~ 1701년 1월 15일)는 일본 에도 시대의 다이묘로, 니혼마쓰번의 3대 번주이다. 어릴적 이름은 센키쿠마루(千菊丸)이며, 관위는 종5위하, 에치젠노카미(越前守)이다.
니혼마쓰 번 초대 번주 니와 미쓰시게의 둘째 아들로 태어났다. 선대 번주인 형 니와 나가쓰구가 후사 없이 죽자 1698년 음력 8월 23일, 그 양자가 되어 번주 자리를 이어받았다. 니와 가문의 족보인 『니와 가가보(丹羽家々譜)』의 편찬을 시행하고, 제지업을 장려하였으나, 1701년, 45세의 나이로 병사하였다. 맏아들 히데노부가 그 뒤를 이었다.